# Haʻano (Distrikt)
Haʻano  ist einer der sechs Distrikte der Division Haʻapai im Königreich Tonga im Pazifik.

## Geographie
Der Distrikt umfasst den Norden des Haʻapai-Atolls sowie die Inseln Moʻungaʻone und Luahoko, die relativ weit abgelegen im Westen als separate Berge aus dem Meer aufsteigen. Nach Süden schließt sich mit der nächsten Insel Foa der Distrikt Foa an.

## Bevölkerung
| Dorf        | Einwohner |
| ----------- | --------- |
| Fakakai     | 128       |
| Pukotala    | 81        |
| Haʻano      | 130       |
| Muitoa      | 41        |
| Moʻungaʻone | 76        |